# حرب الاستقلال في صوماليلاند
تُعتبر حرب الاستقلال في صوماليلاند (بالإنجليزية: Somaliland War of Independence) بمثابة تمرد نظمته الحركة الوطنية الصومالية ضد المجلس العسكري الحاكم في شمال جمهورية الصومال الديمقراطية، بقيادة الجنرال محمد سياد بري، الذي استمر نشاطه منذ تأسيسه في 6 أبريل من عام 1981 حتى 18 مايو من عام 1991 عندما أعلنت الحركة الوطنية الصومالية (إس إن إم) ما كان آنذاك شمال الصومال مستقلًا باسم جمهورية صوماليلاند. كان الصراع بمثابة المسرح الرئيسي للتمرد الصومالي الكبير الذي بدأ عام 1978. اعتُبر هذا التمرد أيضًا ردًا قويًا ضد السياسات القاسية التي سنَّها نظام بري ضد القبيلة العشائرية الرئيسية في شمال الصومال، قبيلة إسحاق، بما في ذلك إعلان الحرب الاقتصادية عليهم. وُضعت هذه الممارسات في إطار التنفيذ بعد وقت قصير من انتهاء حرب أوغادين الكارثية عام 1978.
خلال الصراع الدائر بين قوات الحركة الوطنية الصومالية والجيش الصومالي، وقعت حملة الإبادة الجماعية لقبيلة إسحاق التي شنتها الحكومة الصومالية ضدها في الفترة ما بين مايو عام 1988 ومارس عام 1989، والتي كان الهدف الصريح منها معالجة «قضية إسحاق» إذ أمر بري بقصف مدفعي وجوي على المدن الكبرى في الشمال الغربي إلى جانب التدمير الشامل لمساكن أفراد القبية ومستوطناتهم ومصادر المياه. استهدف نظام محمد سياد بري بعض المدنيين أيضًا من قبيلة إسحاق على وجه التحديد، ولا سيما في مدينتي هرجيسا وبرعو، وتحقيقًا لهذه الغاية، استخدم بري القصف المدفعي والجوي العشوائي ضد السكان المدنيين المنتمين إلى القبيلة.

## الخلفية

### عصر مابعد الاستعمار
تُعد صوماليلاند أول دولة صومالية تُمنح استقلالها عن القوى الاستعمارية، وهي مستعمرة بريطانية سابقة حصلت على الاستقلال في 26 يونيو من عام 1960. أما بقية ما أصبح يُعرف بالجمهورية الصومالية فقد كان تحت الحكم الإيطالي تحت عنوان إقليم الصومال الإيطالي (المعروف أيضًا باسم الصومال الإيطالي). بعد وقت قصير من حصول صوماليلاند على استقلالها، كان من المقرر تشكيل اتحاد فوري مع جارتها الجنوبية لإنشاء جمهورية الصومال الموحدة. ومنذ ذلك الحين وحتى الآن، يُشار إلى أرض الصومال البريطانية على أنها المنطقة الشمالية (أو الشمالية الغربية) من الجمهورية الصومالية، في حين يُشار إلى الدولة الاستعمارية الإيطالية السابقة على أنها منطقة الجنوب.
في صوماليلاند البريطانية، شكَّل أفراد قبيلة إسحاق الأغلبية العظمى داخل المستعمرة، إلى جانب قبيلتي الصوماليين وهارتي أيضًا بأعداد كبيرة من السكان إلى الغرب والشرق من تمركز قبيلة إسحاق.
أثبت اتحاد الولايتين إشكالية في وقت مبكر عندما اكتشف أمر توحيدهما بموجب قوانين اتحاد مخالفة. استعجل برلمان الجمهورية الصومالية الموحدة حديثًا في إنشاء قانون اتحاد جديد يشمل الصومال كلها، لكن هذا القانون الجديد قوبل بالرفض على نطاق واسع في ولاية صوماليلاند السابقة في استفتاء أجري في 20 يونيو من عام 1961؛ ومع وجود نصف سكان ولاية صوماليلاند (شمال غرب جمهورية الصومال الوليدة)، صوتت المدن الرئيسية للمستعمرة البريطانية السابقة ضد التصديق على الدستور - هرجيسا (72 في المئة) وبيربيرا (69 في المئة) وبوراو (66 في المئة) وإيريغافو (69 في المئة) – بالرفض المُطلق. وكان هذا على النقيض من الجنوب (المستعمرة الإيطالية السابقة) التي أعادت الدعم القوي للدستور (أربعة أضعاف أرقام الأصوات المتوقعة في الجنوب، ما يدل على تزوير الانتخابات، ومثالًا على ذلك قرية جنوبية صغيرة تسمى وانلاوين سجلت صوتًا واحدًا مؤيدًا اعتُبر أعلى من الأصوات المحسوبة جميعها في الشمال)، وكانت هذه إشارة رئيسية على السخط القادم من الشمال بعد عام واحد فقط من تشكيل الاتحاد. بالإضافة إلى ذلك، ثمَّة معاداة واضحة لقبيلة إسحاق التي هيمنت على الشمال ضد قبيلتي هوية ودارود في الجنوب اللتان هيمنتا على السياسة في الجمهورية بأكملها. ومن الأمثلة الأخرى على السخط المتأجج في الشمال، محاولة انقلاب قام بها ضباط من الشمال لكنها فشلت وتم قمعها عام 1961.

### محاولة انقلاب
ازدادت الاضطرابات والمعارضات ضد الاتحاد مع بدء السياسيين الجنوبيين في تولي أغلبية المناصب السياسية في جمهورية الصومال الموحدة حديثًا. وقد أدى ذلك إلى مخاوف من أن تصبح ولاية صوماليلاند السابقة بؤرة استيطانية مهملة. في المقابل، نُقل العديد من المسؤولين الإداريين والضباط الشماليين إلى الجنوب من أجل نزع فتيل التوترات الإقليمية.
بالإضافة إلى هذه التوترات، تمت ممارسة بعض المظالم الشخصية بين العديد من الضباط من الشمال. إلى جانب أن الضباط من الجنوب الذين تم تعيينهم كرؤساء بعد الوحدة، كانوا متدني التعليم ولا تليق بهم القيادة هذه. ثمَّة شك في أن الحكومة تفضّل ضباط مدربين إيطاليين من الجنوب على أمثالهم من الشمال. تآمرت مجموعة مؤلفة مما لا يقل عن 24 جندي يافع، بما في ذلك العديد ممن تم تدريبهم في بريطانيا العظمى، في نهاية المطاف على إنهاء الاتحاد بين الصومال وصوماليلاند. من بين المتآمرين كان حسين علي دوالي الذي أصبح فيما بعد من كبار السياسيين الانفصاليين في صوماليلاند. اعتقد المتآمرون أنهم يتمتعون بدعم اللواء داود عبد الله هيرسي، قائد الجيش الوطني الصومالي.
عندما أطلق منظمو الانقلاب ثورتهم في ديسمبر من عام1961، كان هدفهم الاستيلاء على المدن الكبرى في صوماليلاند. وقد زعم الباحث كين منخاوس أن محاولة الانقلاب كان مصيرها الفشل منذ البداية، وذلك بسبب أنها لم تلقى تأييد الأغلبية بين سكان الشمال أو القوات المحلية. سيطرت مجموعة من الضباط على محطة الإذاعة في هرجيسا معلنين نواياهم الثورية وتشجيعهم من قِبَل اللواء هيرسي. حاولت مجموعة أخرى من المتآمرين إلقاء القبض على كبار الضباط من الجنوب في مدينة بوراو، لكنهم فشلوا أيضُا.
فوجئت الحكومة في مقديشو بالثورة، لكنها ردت بسرعة. أعلن الجنرال هيرسي عبر إذاعة مقديشو أنه لم يكن متورطًا في الثورة عندما تحرك ضباط صف من أصل شمالي ضد منظمي الانقلاب في هرجيسا. استعاد الموالون محطة الإذاعة في هرجيسا وقتلوا أحد منظمي الثورة. أُخمِدت الثورة في غضون ساعات. وتم القبض على جميع المشاركين في الثورة ممن بقوا أحياءً.
وعلى الرغم من عدم دعم سكان الشمال للثورة، إلا أن السكان المحليين ما زالوا يتعاطفون مع منظمي الانقلاب. لذلك، فضلت الحكومة اختيار المعاملة المتساهلة معهم. تمت محاكمة هؤلاء المتآمرين، وبرَّأهم القاضي البريطاني بحجة عدم وجود قانون نقابي شرعي. ونتيجة لذلك، لم يتم الحكم على الضباط استنادًا إلى القانون، في حين أصبح الوجود الجنوبي بأكمله في الشمال موضع شك قانوني. تم تجاهل الآثار الأوسع للحكم في الصومال في ذلك الوقت، لكنها أصبحت مهمة لاحقًا بالنسبة للشماليين الذين أرادوا تبرير انفصال صوماليلاند عن الصومال.